# Vérkhniaia Gutarà
Vérkhniaia Gutarà (en rus: Верхняя Гутара) és un poble de l'óblast d'Irkutsk, a Rússia, que el 2017 tenia 420 habitants.